# کفشک برینگ
کفشک برینگ (نام علمی: Hippoglossoides robustus) نام یک گونه از سرده زبان‌اسبی‌واران است.